# Aquaman
Aquaman, kallad Vattenmannen på svenska, är en seriefigur och superhjälte i DC Comics. Han skapades av Mort Weisinger och Paul Norris och debuterade i More Fun Comics #73 i november 1941. Under det sena 1950-talet blev han känd som en av grundarna av superhjältegruppen Justice League.

## Fiktiv biografi

### Golden Age
Aquamans far, en berömd undervattensupptäcktsresande, upptäckte en gammal stad i djuphavet och trodde att det var det förlorade riket Atlantis. Han byggde sig ett vattentätt hem där och lärde sin son att leva under havet, dra syre och kraft från vattnet.
I sina tidiga Golden Age-framträdanden kan Aquaman andas under vattnet med gälar, har övermänsklig styrka som gör det möjligt för honom att simma med hög hastighet och kan kommunicera med havslevande varelser och få dem att göra som han vill. Inledningsvis uppgavs att han talade till havsdjur "på sitt eget språk" snarare än telepatiskt, och bara när de var tillräckligt nära för att höra honom. Medan han ofta beskrivs som "havets härskare", med hela Jordens vatten som sin "domän" och med nästan varje sjövarelse som sina "lojala undersåtar" var titeln aldrig officiell. Aquamans äventyr ägde rum över hela världen, och hans bas var ett gammalt tempel i det förlorade Atlantis, beläget under vattnet.
Under hans äventyr under kriget var de flesta av Aquamans fiender nazistiska ubåtsbefälhavare och olika skurkar i axelmakterna. Resten av hans äventyr på 1940-talet och 1950-talet hade han att göra med olika havsbaserade brottslingar, inklusive moderna pirater som hans långvariga ärkefiende Black Jack, liksom olika hot mot vattenlevande organismer, farleder och sjömän.
Aquamans sista framträdande i More Fun Comics var i numret #107, innan han tillsammans med Stålpojken och Green Arrow blev flyttad till Adventure Comics, som började med nummer 103 1946.

### Silver Age
Aquamans äventyr fortsatte att publiceras i Adventure Comics under 1940- och 1950-talet, som en av få superhjältar att 
fortsätta publiceras under 1950-talet. Från och med slutet av 1950-talet har nya element i Aquamans bakgrundsberättelse införts, med flera nya återkommande figurer och fler justeringar till figuren, hans ursprung, hans förmågor och personlighet. Det första av dessa element var historien "Aquaman's Undersea Partner" i Adventure Comics # 229 (1956), där rollfiguren och bläckfisken Topo tillkom. Detta och efterföljande element blev senare (efter införandet av DC:s multiversum på 1960-talet) tillskrivet till Aquaman av Earth-One.
I Adventure Comics nr 260 (1959) och efterföljande Silver Age-serier visade det sig att Aquaman var Arthur Curry, son till fyrvaktaren Tom Curry och Atlanna, en vattenande utstött från den förlorade undervattensstaden Atlantis. På grund av sin härkomst upptäckte Aquaman under ungdomen att han hade flera övermänskliga förmågor, inklusive möjligheten att överleva under vattnet, kommunikation med havslevande varelser och enorma simnframgångar. Så småningom bestämde Arthur sig för att använda sina talanger för att bli försvarare av Jordens hav. Det avslöjades senare att han i sin ungdom utförde äventyr som Aquaboy och träffade Stålpojken (Jordens enda offentligt aktiva hjälte med superkrafter på tiden) vid ett tillfälle. När Arthur växte upp kallade han sig själv "Aquaman".
Det avslöjades senare efter Atlannas död att Tom Curry träffade och gifte sig med en vanlig människokvinna och fick en son med namnet Orm Curry, Aquamans halvbror. Orm växte upp som en orolig ungdom i skuggan av sin bror, som ständigt betalat borgen för honom när han hade problem med lagen. Han växte upp med att hata Aquaman, inte bara för de förmågor som han aldrig själv kunde besitta, utan också för att han trodde att deras far alltid skulle gynna Aquaman. Orm försvann efter en minnesförlust och dök upp igen år senare som Aquamans ärkefiende Ocean Master.
Aquamans förmåga att tala med fiskar utvidgas så småningom till fullvärdig telepatisk kommunikation med havsdjur, även på stora avstånd. Han utvecklade även en särskild retroaktiv svaghet, liksom Stålmannens sårbarhet för kryptonit och Green Lanterns sårbarhet för färgen gul: Aquaman måste komma i kontakt med vatten minst en gång i timmen, annars skulle han dö (innan dess kunde Aquaman befinna sig både i och ur vattnet på obestämd tid.)

### Modern Age
Efter 1985 års upplaga Crisis on Infinite Earths-serie blev det flera kortvariga serier som producerades i slutet av 1980- och början av 1990-talet. Det började med 1986 års fjärde upplaga av Aquaman, skriven av Neal Pozner, som visade Aquaman i en ny, mestadels djupblå, dräkt. Serien fick gott mottagande och en uppföljande serie var på gång, men avbröts så småningom på grund av kreativa problem. Denna serie utökade även flera detaljer i Silver Age-Aquamans ursprung, samt Aquamans relation till sin halvbror Ocean Master, vars ursprung återberättades i detalj. Serien hade också lagt mystiska element för Aquamans mytologi och återskapat Ocean Master som en magiker. Aquaman återkom i sin blå kostym i Aquaman Special # 1 (1988).
I slutet av 1988 visades figuren i crossovern Invasion! i en gästroll med Doom Patrol, då återigen i sin orangea och gröna kostym.

## Krafter och förmågor
Aquamans mest berömda kraft är hans förmåga att kommunicera med undervattensvarelser, som han kan tillkalla från långt avstånd. Han är även anpassad till att andas under vattnet och överleva i extrema djuphavstryck och temperaturer. Han besitter även en viss övermänsklig styrka. Han kan simma i mycket hög hastighet och simma uppströms i mycket starka forsar utan större ansträngningar. Han besitter även ekolokalisering som gör att han kan hitta rätt i totalt mörker.

## Figurgalleri (i urval)

### Vänner och familj
- Mera - Aquamans fru som hade kraften att bilda strukturer gjorda av hårt vatten. Tidigare drottning av Xebel.
- Deep Blue - Aquamans halvsyster, även känd som Indigo. Debbie Perkins ansågs vara dotter till Neptunus Perkins och Tsunami, men Atlan (Orins far) visade sig vara hennes verkliga far, vilket innebär att hon är Orins halvsyster. Hon kan inte leva utanför vattnet. Hon kan styra livet i havet om hon rör vid det, och kan även ändra storleken på varelser när hon rör vid dem.
- Tula - Även känd som den ursprungliga Aquagirl, var en tid Aqualads flickvän. Hon dog under Crisis on Infinite Earths.
- Lorena Marquez - Även känd som den andra Aquagirl. Lorena var en vanlig människa från San Diego i Kalifornien, som ändrades till en vattenlevande under den katastrof som drabbade staden.
- Toppo - En bläckfisk som var Aquamans tränade husdjur i olika berättelser under 1950- och 1960-talet. Nu avbildad som en människoliknande bläckfiskhumanoid.
- Porm - En delfin som fungerade som en surrogatmamma för Aquaman. Dödades under händelserna av Final Night.
- Aqualad - Black Mantas son, som väljer att bli en hjälte.
- Cal Durham - En afroamerikansk hjälte som blir vän med Aquaman.
- Tsunami - Japanska hjältinna och ex-fru till Neptunus Perkins.

### Superskurkar
- Black Manta - Aquamans ärkefiende. En brottsling klädd i en undervattensdräkt som är försedd med många hjälpmedel och vapen.
- Ocean Master - Aquamans avundsjuke halvbror, vars verkliga namn är Orm Curry. Han försöker ta Aquamans plats som Atlantis kung.
- Fisherman - En skurk som använder fiskerelaterade utrustningar när han begår brott. Han är en av medlemmarna i Terrible Trio.

## TV-serie
En TV-serie, skapad av Alfred Gough och Miles Millar, skulle släppas under 2006 men bara ett pilotavsnitt gjordes.
Han har även varit med i Justice League of America och Young Justice.

## Övrigt
Vattumannen i animerade TV-serien Svampbob Fyrkant är lik Aquaman och har en följeslagare som heter Sjöpojken (lite som Aqua-Lad).
Aquaman har även varit med i tre live action-filmer. De två första är Batman v Superman: Dawn of Justice (2016) och Justice League (2017). Han var sedan huvudkaraktären i 2018 års film med samma namn som superhjälten själv har. I alla tre spelas han av Jason Momoa.